# Busko-Zdrój
Busko-Zdrój è un comune urbano-rurale polacco del distretto di Busko-Zdrój, nel voivodato della Santacroce.
Ricopre una superficie di 235,88 km² e nel 2004 contava 32 560 abitanti.
A Busko si trovano adesso 13 sanatori, che possono ospitare fino a 2 000 persone. Ogni anno vengono effettuati fino a mezzo milione di trattamenti per malattie cardiovascolari, malattie reumatiche, affezioni ortopediche, malattie neurologiche, disturbi dermatologici e paralisi cerebrali dei bambini. La stazione termale è situata nella parte meridionale della città, vicino al parco termale.
Le frazioni del comune di Busko-Zdrój sono: Baranów, Bilczów, Biniątki, Błoniec, Bronina, Budzyń, Chotelek, Dobrowoda, Elżbiecin, Gadawa, Galów, Janina, Kameduły, Kawczyce, Kołaczkowice, Kostki Duże, Kostki Małe, Kotki, Las Winiarski, Łagiewniki, Mikułowice, Młyny, Nowa Wieś, Nowy Folwark, Oleszki, Olganów, Owczary, Palonki, Pęczelice, Podgaje, Radzanów, Ruczynów, Siesławice, Skorzów, Skotniki Duże, Skotniki Małe, Słabkowice, Służów, Szaniec, Szczaworyż, Wełecz, Widuchowa, Wolica, Zbludowice, Zbrodzice, Zwierzyniec, Żerniki Górne.